# منتخب بلجيكا تحت 17 سنة لكرة القدم
منتخب بلجيكا تحت 17 سنة لكرة القدم (بالفرنسية: Équipe de Belgique des moins de 17 ans de football)‏ هو ممثل بلجيكا الرسمي في المنافسات الدولية في كرة القدم في فئة كرة قدم تحت 17 سنة للرجال.